# Petra Roth
Petra Roth (nacida el 9 de mayo de 1944 en Bremen) es una política alemana y alcaldesa de Fráncfort desde 1995 y hasta mediados de 2012.

## Biografía
Miembro de la Unión Demócrata Cristiana de Alemania, es viuda y tiene dos hijos. Tras mudarse a Frankfurt, Roth se unió a la organización local de la Unión Demócrata Cristiana (UDC). Elegida para el Consejo Local de la ciudad, entre 1987 y 1995 lo fue para el Parlamento de Hesse.
De 1992 y 1995 fue presidenta de la UDC en Frankfurt. El 25 de junio de 1995 fue elegida alcaldesa de Frankfurt, derrotando al entonces alcalde Andreas von Schoeler, convirtiéndose en la primera alcaldesa de la ciudad.
En 2001 ganó en una segunda apretada vuelta a Achim Vandreike. El 28 de enero de 2007 fue reelegida con el 60,5% de los votos en primera vuelta.

## Honores
En 2001, por su actividad a favor del servicio de Cooperación Franco Alemana, recibió la orden de la Legión de Honor, en clase de "Oficial".